# Victoria Latta
Victoria Latta –conocida como Vicky Latta– (Auckland, 10 de junio de 1951) es una jinete neozelandesa que compitió en la modalidad de concurso completo.
Participó en dos Juegos Olímpicos de Verano, obteniendo dos medallas en la prueba por equipos, plata en Barcelona 1992 (junto con Blyth Tait, Andrew Nicholson y Mark Todd) y bronce en Atlanta 1996 (con Blyth Tait, Andrew Nicholson y Vaughn Jefferis).

## Palmarés internacional
| Juegos Olímpicos | Juegos Olímpicos         | Juegos Olímpicos  | Juegos Olímpicos |
| Año              | Lugar                    | Medalla           | Categoría        |
| ---------------- | ------------------------ | ----------------- | ---------------- |
| 1992             | Barcelona (España)       | Medalla de plata  | Por equipos      |
| 1996             | Atlanta (Estados Unidos) | Medalla de bronce | Por equipos      |